# Chiesa di San Leonardo (Verbania)
La chiesa di San Leonardo, nota anche con il titolo di collegiata, è la parrocchiale di Pallanza, già comune autonomo e dal 1939 quartiere-capoluogo di Verbania, in provincia del Verbano-Cusio-Ossola e diocesi di Novara; fa parte dell'unità pastorale di Verbania.

## Storia
La prima pietra della nuova collegiata, sorta per sostituire la precedente chiesetta che fungeva da oratorio per i signori Barbavara, fu posta nel 1535; i lavori di realizzazione, condotti su disegno di Giovanni Beretta, terminarono nel 1590, anno in cui venne impartita la consacrazione.
Il campanile, la cui base era stata realizzata nel 1520 sfruttando le pietre del vecchio castello dei feudatari del paese, fu ultimato nel 1689.

## Descrizione

### Esterno
La facciata a salienti della chiesa, rivolta a mezzogiorno e anticipata dal protiro le cui colonne sorreggono degli archi a tutto sesto, è tripartita da quattro lesene e presenta al centro il portale d'ingresso lunettato e una finestra rettangolare, mentre due altre finestre simili si aprono ai lati.

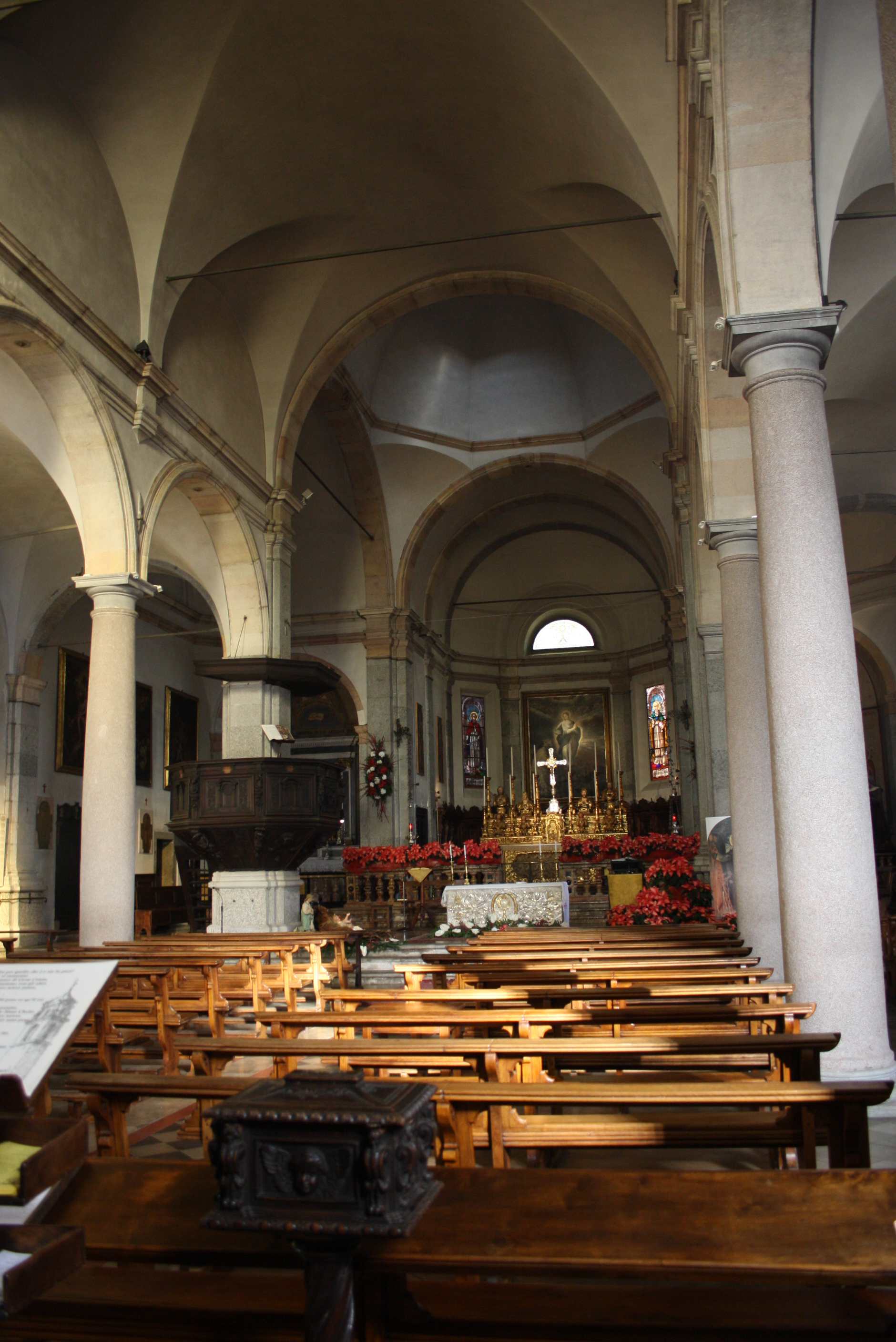
L'interno

Annesso alla parrocchiale è il campanile in pietra a base quadrata, che misura un'altezza di 65 metri; la cella presenta una serliana su ogni lato ed è coronata dalla cupoletta poggiante sul architettura ottagonale.

### Interno
L'interno dell'edificio è suddiviso da colonne in granito rosa, sorreggenti archi a tutto sesto sopra cui corre la trabeazione modanata, in tre navate, coperte da volte a crociera; al termine dell'aula si sviluppano tre absidi di forma poligonale.
Qui sono conservate diverse opere di pregio, tra le quali il seicentesco altare maggiore, il pulpito ligneo, il coro, l'organo, costruito da Eugenio Biroldi nel 1797, e il dipinto raffigurante San Carlo Borromeo, che fu al centro di un miracolo avvenuto il 17 dicembre 1630, allorché si vide sgorgare da esso delle lacrime.